# Kirche Kagenow

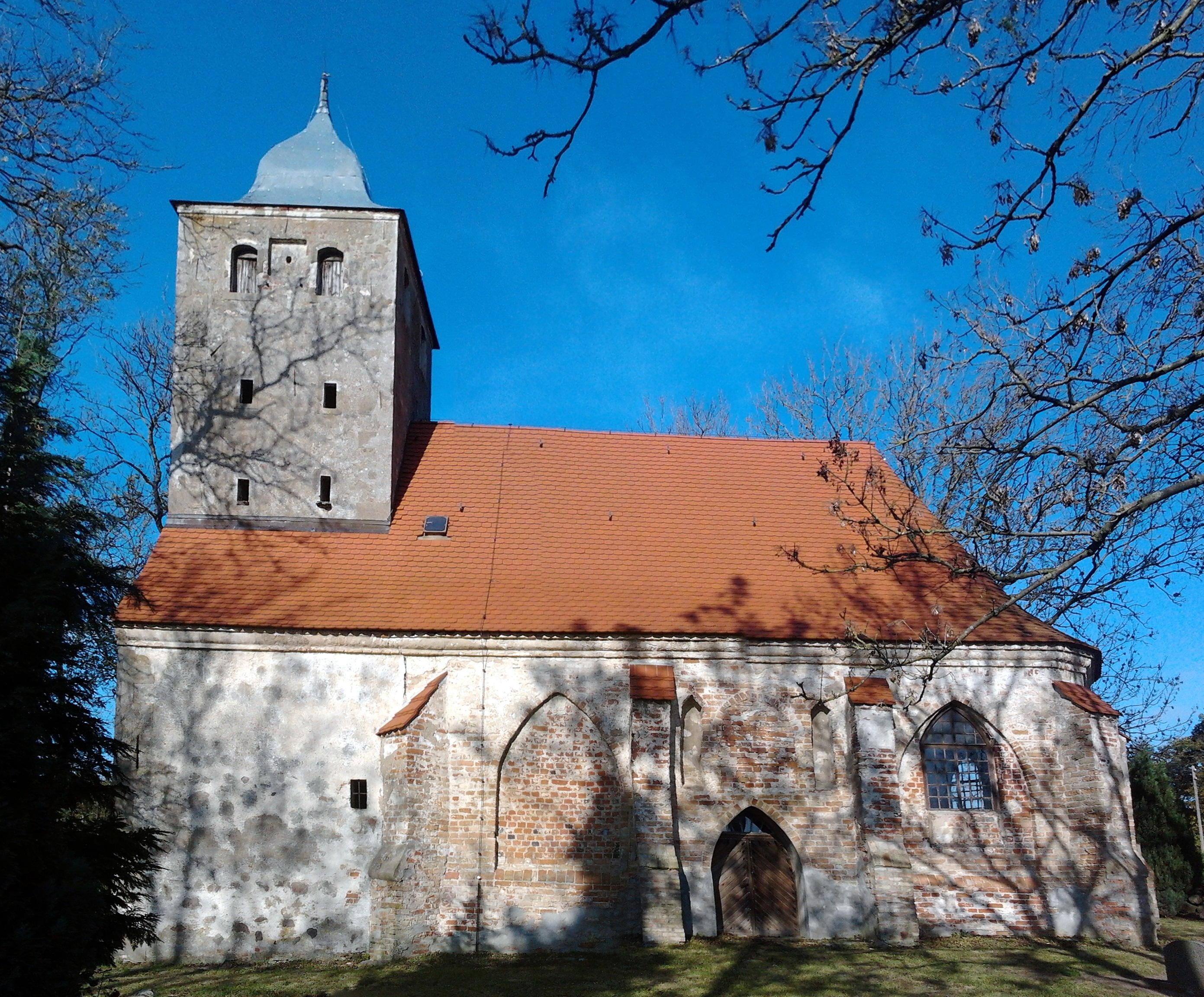
Kirche Kagenow

Die Kirche Kagenow ist ein Kirchengebäude im Ortsteil Kagenow der Gemeinde Neetzow-Liepen. Sie gehört zur Kirchengemeinde Liepen-Medow-Stolpe in der Propstei Pasewalk im Pommerschen Evangelischen Kirchenkreis der Evangelisch-Lutherischen Kirche in Norddeutschland. Bis 2012 gehörte sie zum Kirchenkreis Greifswald der Pommerschen Evangelischen Kirche.
Die spätmittelalterliche Kirche mit Backsteinsaal besitzt gestufte Strebepfeiler und einen dreiseitigen Ostschluss. Erst später wurde das Untergeschoss des Westturmes aus Feldstein angebaut. Dieser ist ein Dachturm mit quadratischem Grundriss, stichbogigen Schallöffnungen und einer barocken Haube und wurde in der ersten Hälfte des 18. Jahrhunderts errichtet. Aus dieser Zeit stammen auch die Reste des Verputzes an den Wänden des Langhauses. Die Fenster befinden sich in spitzbogigen Nischen. Ein zugemauertes Rundbogenfenster befindet sich über dem spitzbogigen Südportal und zwischen zwei schmalen Nischen mit Winkelsturz. Das Nordportal wurde zugesetzt.
Das Innere der Saalkirche ist flach gedeckt. Gestufte Schildbögen sind für die Aufnahme eines Gewölbes vorbereitet. In der Westwand befindet sich eine Nische, in der die Granit-Kuppa eines Taufbeckens aus dem Mittelalter eingemauert ist. Bankgestühl und Westempore stammen aus dem 18. Jahrhundert.
Die Kagenower Kirche war bis nach Einführung der Reformation im Herzogtum Pommern eine eigenständige Pfarrkirche. Bei der Kirchenvisitation von 1570 wurde sie der Kirche Liepen als Filialkirche zugeordnet.